# Attila Vári
Attila Vári (* 26. Februar 1976 in Budapest) ist ein ungarischer Wasserballer. Attila Vári ist 2,00 m groß und sein Wettkampfgewicht beträgt 93 kg.
Attila Vári gehört zu der Generation ungarischer Wasserballer, die ab den 1990er Jahren an die großen Erfolge der 1950er Jahre anknüpfen konnte.
Er begann seine Karriere im Modernen Fünfkampf, wechselte dann aber zum Wasserball und gehört seit 1997 der ungarischen Nationalmannschaft an. 1997 und 1999 wurde das Team mit Attila Vári Europameister, dazwischen gewann die Mannschaft Silber bei der Weltmeisterschaft 1998. 
Bei den Olympischen Spielen 2000 in Sydney gewann das ungarische Team mit Attila Vári Gold. 2001 und 2003 wurde er Dritter bei der Europameisterschaft und gewann 2003 den Weltmeistertitel. In Athen bei den Olympischen Spielen 2004 half er mit, die Goldmedaille von 2000 zu verteidigen. 2005 gewann er Silber bei der Weltmeisterschaft.
| Personendaten    | Personendaten            |
| ---------------- | ------------------------ |
| NAME             | Vári, Attila             |
| KURZBESCHREIBUNG | ungarischer Wasserballer |
| GEBURTSDATUM     | 26. Februar 1976         |
| GEBURTSORT       | Budapest                 |